# NGC 2949
NGC 2949 je galaksija u zviježđu Lavu.

## Vanjske poveznice
- SEDS: NGC 2949